# Ingeborg Zink
Ingeborg Zink (vor 1899 – nach 1903) war eine Opernsängerin (Sopran).

## Leben
Zink begann ihre Bühnenlaufbahn 1899 in Würzburg, wo sie ein Jahr blieb und trat dann 1900 in den Verband des Zürcher Stadttheaters, wo sie als „Venus“ debütierte. 1901 wurde sie an das Hoftheater in Stuttgart verpflichtet.
Sie war eine hochdramatische Sängerin, deren Stimme von Sicherheit, Kunstfertigkeit und Gestaltungskraft zeugte. Ihr gesangliches Können erfreute ebenso wie ihr schauspielerisches. Sie trat unter anderem im Fidelio auf sowie als „Elisabeth“, „Brunhilde“, „Amalie“ und in weiteren Rollen.